# صالح إبراهيم
صالح إبراهيم هو مجدف مصري، ولد في 3 فبراير 1936 في محافظة دمياط في مصر.

## وصلات خارجية
- صالح إبراهيم على موقع الاتحاد الدولي للتجديف (الإنجليزية)
- صالح إبراهيم على موقع اللجنة الأولمبية الدولية (الإنجليزية)
- صالح إبراهيم على موقع أوليمبيديا (الإنجليزية)